# Leicester City WFC
A Leicester City Football Club női labdarúgó csapatát 2004-ben hozták létre. Az angol élvonalbeli bajnokságban szerepel.

## Klubtörténet
Független klubként 2004-ben alakult az együttes, mely megalapítása első éveiben négy szintet lépett feljebb az angol bajnoki hierarchiában. Az FA Women's Super League és a Championship létrejötte előtt a klub licenc kérelmét az FA elutasította, így 2010-ben a harmadosztályban szerepelt a gárda.
2020 óta a klub a King Power tulajdonában lévő Leicester City FC női szakosztálya.

## Játékoskeret
2024. augusztus 28-tól
| #  |     | Poszt | Név              |
| -- | --- | ----- | ---------------- |
| 1  | GER | K     | Janina Leitzig   |
| 23 | NED | K     | Lize Kop         |
| 2  | AUS | V     | Courtney Nevin   |
| 4  | NZL | V     | Catherine Bott   |
| 5  | SCO | V     | Sophie Howard    |
| 12 | ENG | V     | Asmita Ale       |
| 17 | FRA | V     | Julie Thibaud    |
| 22 | BEL | V     | Sari Kees        |
| 31 | JAM | V     | Chantelle Swaby  |
| 3  | ENG | KP    | Samantha Tierney |
| 6  | JPN | KP    | Takarada Szaori  |
| 11 | BEL | KP    | Janice Cayman    |

| #  |     | Poszt | Név               |
| -- | --- | ----- | ----------------- |
| 18 | SWE | KP    | Emilia Pelgander  |
| 27 | ENG | KP    | Shannon O'Brien   |
| 30 | ENG | KP    | Ruby Mace         |
| 7  | CAN | CS    | Deanne Rose       |
| 8  | FIN | CS    | Jutta Rantala     |
| 9  | GER | CS    | Lena Petermann    |
| 10 | FRA | CS    | Noémie Mouchon    |
| 19 | ENG | CS    | Denny Draper      |
| 20 | ENG | CS    | Missy Goodwin     |
| 21 | WAL | CS    | Hannah Cain       |
| 29 | JPN | CS    | Momiki Júka       |
|    | FRA | CS    | Shana Chossenotte |

## Korábbi híres játékosok
| - Ava Baker - Charlie Devlin - Mary Earps - Natasha Flint - Carrie Jones - Demi Lambourne - Kirstie Levell - Ruby Mace - Abbie McManus - Aimee Palmer - Molly Pike - Jo Potter - Jemma Purfield - Monique Robinson - Ella Rutherford | - Connie Scofield - Rachel Stowell - Courtney Sweetman-Kirk - Aileen Whelan - Rachel Williams - Jessica Sigsworth - Erin Simon - Remy Siemsen - Amy McCann - Marie Hourihan - Paige Bailey-Gayle - Ashleigh Plumptre - Abbi Grant - Josie Green |

## Meztörténet

#### Hazai mezek
| 2020–2021 | 2021–2022 | 2022–2023 | 2023–2024 |

#### Idegenbeli mezek
| 2020–2021 | 2021–2022 | 2022–2023 | 2023–2024 |

#### Harmadik mezek
| 2020–2021 | 2021–2022 | 2022–2023 | 2023–2024 |